# Azane (Berane)
Pour les articles homonymes, voir Azane.
Azane (en serbe cyrillique : Азане) est un village du nord-est du Monténégro, dans la municipalité de Berane.

## Démographie

### Évolution historique de la population
| 1948 | 1953 | 1961 | 1971 | 1981 | 1991 | 2003 |
| ---- | ---- | ---- | ---- | ---- | ---- | ---- |
| 236  | 244  | 259  | 232  | 202  | 197  | 136  |